# Корабльов Іван Михайлович
Іва́н Миха́йлович Корабльо́в (рос. Ива́н Миха́йлович Кораблёв; 1899 , Холмський повіт, Псковська губернія  — не раніше 1956 , Самара, Самарська область, РСФРР, СРСР ) — працівник НКВС, начальник УНКВС по Вінницькій області, причетний до загибелі тисяч людей під час Вінницьких розстрілів. Депутат Верховної Ради УРСР 1-го скликання (1938—1940).

## Біографія
Народився в родині селянина-бідняка в селі Місіно Холмського повіту, тепер Псковська область, Росії. До 15 років мешкав з батьками, по закінченні початкової школи теслярував, будував печі, працював кучером у поміщика. У 1915—1916 роках працював робітником на лісовому складі Торгового дому Гуревича в Петрограді.
У 1916—1918 роках — учень і підручний токаря на заводі «Новий Лесснер» у Петрограді. У січні — червні 1918 року працював робітником пресу на патронному заводі у Петрограді. У липні 1918 року переїхав у село Понизовське Веліжанської волості Тобольської губернії. Підробивши документи, врятувався від мобілізації до Білої армії.
Член РКП(б) з 1919 року.
У жовтні 1919 року пішов на службу до Червоної Армії в Тюменський караульний батальйон. З січня по червень 1920 року — писар-діловод 651-го евакуаційного госпіталю РСЧА. У червні — липні 1920 року — рядовий військово-інженерного робітничого батальйону. З липня по жовтень 1920 року навчався у Тюменській школі політичних керівників РСЧА. У жовтні 1920 року — начальник зв'язку Тюменського караульного батальйону.
З листопада 1920 року — на службі в органах ВЧК — ДПУ. У листопаді 1920 — грудні 1921 року — оперативний працівник Тюменської губернської ЧК. У грудні 1921 — березні 1922 року — старший діловод регістраційно-статистичної частини особливого відділу 33-ї стрілецької дивізії РСЧА. У березні — червні 1922 року — слухач 31-х Смоленських піхотних курсів РСЧА. У червні — липні 1922 року — секретар воєнкома 86-х Бєловських піхотник курсів РСЧА. У липні — листопаді 1922 року — помічник завідувача клубу 86-х Бєловських піхотник курсів РСЧА. У листопаді 1922 — січні 1923 року — старший діловод особливого відділу 33-ї стрілецької дивізії РСЧА.
У січні — березні 1923 року — старший діловод особливого відділу Самарського губернського відділу ДПУ. У березні 1923 — березні 1924 року — помічник уповноваженого особливого відділу Самарського губернського відділу ДПУ. У березні 1924 — липні 1925 року — уповноважений особливого відділу Самарського губернського відділу ДПУ. У липні — вересні 1925 року — уповноважений контррозвідувального відділу особливого відділу ОДПУ Приволзького військового округу.
У вересні 1925 — лютому 1927 року — курсант Вищої прикордонної школи ОДПУ СРСР.
У лютому — березні 1927 року — уповноважений по військовим справам Вотського обласного відділу ДПУ. У березні 1927 — квітні 1928 року — начальник особливого відділу — контрозвідувального відділу Вотського обласного відділу ДПУ.
У квітні — липні 1928 року — уповноважений економічного відділу Самарського губернського відділу ДПУ. У липні 1928 — січні 1930 року — уповноважений економічного відділу Повноважного представництва ОДПУ по Середньо-Волзькій області (краю). У лютому — березні 1930 року — старший уповноважений економічного відділу Повноважного представництва ОДПУ по Середньо-Волзькому краю. У березні 1930 — квітні 1931 року — тво. начальника 3-го відділення економічного відділу Повноважного представництва ОДПУ по Середньо-Волзькому краю. У квітні 1931 — квітні 1932 року — начальник 1-го відділення економічного відділу Повноважного представництва ОДПУ по Середньо-Волзькому краю. У квітні 1932 — липні 1934 року —  помічник начальника економічного відділу Повноважного представництва ОДПУ по Середньо-Волзькому краю. У березні — липні 1934 року — начальник 3-го відділення економічного відділу Повноважного представництва ОДПУ по Середньо-Волзькому краю. У липні 1934 — березні 1935 року — помічник начальника економічного відділу УДБ УНКВС по Середньо-Волзькому краю.
У березні — грудні 1935 року — начальник 6-го відділення економічного відділу УДБ УНКВС по Ленінградській області. У грудні 1935 — листопаді 1936 року — начальник 5-го відділення економічного відділу УДБ УНКВС по Ленінградській області. У листопаді 1936 — травні 1937 року — начальник 5-го відділення контррозвідувального — 3-го відділу УДБ УНКВС по Ленінградській області. У травні 1937 — лютому 1938 року — начальник 14-го відділення 3-го відділу УДБ УНКВС по Ленінградській області. Одночасно у вересні 1937 — лютому 1938 року — помічник начальник 3-го відділу УДБ УНКВС по Ленінградській області.
З 3 березня 1938 по 10 січня 1939 року — начальник Управління НКВС УРСР по Вінницькій області. Був причетний до терору та масових розстрілів у Вінниці і області.
26 червня 1938 року був обраний депутатом Верховної Ради УРСР 1-го скликання від Монастирищенської виборчої округи № 57 Вінницької області.
Був звинувачений у безпідставних репресіях і фальсифікації слідчих документів. Після усунення з посади 30 січня 1939 року зробив спробу покінчити життя самогубством. У результаті двох пострілів був важко поранений.
У травні 1939 — червні 1940 року — заступник начальника виправно-трудового табору і будівництва Архангельського целюлозно-паперового комбінату НКВС СРСР.
27 червня 1940 року заарештований органами НКВС. 6 травня 1941 року військовим трибуналом військ НКВС Київського військового округу  засуджений по статті 206—17 «б» КК  УРСР до вищої міри покарання. 24 червня 1941 року Військова колегія Верховного Суду СРСР знизила покарання до 10 років позбавлення волі. З початком бойових дій у 1941 пішим етапом був етапований до Харкова, звідки був доставлений до тюрми м. Бугульма (Татарська АРСР). У серпні 1942 року достроково звільнений з табору та направлений в діючу армії: рядовий-червоноармієць 8-ї окремої штрафної роти 48-ї армії, Брянський фронт. 22 лютого 1943 року під час бою біля села Красне Орловської області потрапив в оточення та після поранення потрапив у полон до німців. До 5 травня 1945 року утримувався в таборах для радянських військовополонених в Рурській області, де працював на вугільних шахтах. Звільнений американськими військами та направлений до фільтраційного табору у м. Рава-Руська Львівської області. Після проходження перевірки виїхав на постійне проживання до Куйбишева.
Звільнений із ув'язнення у травні 1945 року, жив у Куйбишеві (тепер Самара). За деякими даними (зокрема, матеріалами книги «Відлуння великого терору») до 1954 року працював у пересилочному відділенні виконавчого комітету Куйбишевської обласної ради депутатів трудящих. Висновком Головної військової прокуратури СРСР від 3 липня 1956 року в реабілітації відмовлено.
Помер не раніше 1956 року.

## Звання
- старший лейтенант державної безпеки (23.03.1936)
- капітан державної безпеки (17.10.1937)
- майор державної безпеки (15.07.1938)

## Нагороди
- орден «Знак Пошани» (19.12.1937)
- медаль «XX років РСЧА» (22.02.1938)
- знак «Почесний працівник ВЧК-ГПУ (XV)» (17.09.1933)